# ダルコ・パンチェフ
ダルコ・パンチェフ（マケドニア語: Дарко Панчев, ラテン文字転写: Darko Pančev、1965年9月7日 - ）は、北マケドニア（旧ユーゴスラビア）の元サッカー選手。ポジションはフォワード。

## 経歴
ユーゴスラビアが生んだ偉大なFWの一人。「コブラ」の愛称を持つ天性のゴールゲッター、利き脚、踵、膝、頭などあらゆる箇所を用いて泥臭くゴールを奪った。決して上手い選手では無かったがサポーターからは愛された。
特にレッドスター・ベオグラード時代は1990-91シーズンのUEFAチャンピオンズカップ、1991年のトヨタカップ制覇など最良の時を過ごし、1991年度のバロンドール投票では第2位となった。またユーゴスラビア代表では1990年のイタリアW杯でベスト8進出に貢献（対UAE戦で2得点）するなど27試合17得点の成績を残した。
しかし1991年から始まったユーゴスラビア内戦は暗い影を落とした。1992年の欧州選手権スウェーデン大会はマケドニア独立後も辞退せずに留まっていたものの、同年5月22日にイビチャ・オシム監督の辞任に伴い代表を辞退（予選では10得点を記録し得点ランキング1位）、クラブでの活躍からレアル・マドリー、バルセロナ、マンチェスター・ユナイテッドなどへの移籍の可能性もあったものの1992-93シーズンからインテル・ミラノに移籍、しかしレギュラーの座を掴む事が出来ず、レンタル移籍に出されるなど晩年は不遇を囲った。
現役引退後の2006年7月からFKバルダールのスポーツディレクターを務めている。

## 選手歴
- 1982年 - 1988年  FKバルダール 151試合84得点
- 1988年 - 1992年  レッドスター・ベオグラード 92試合84得点
- 1992年 - 1993年  インテルナツィオナーレ・ミラノ 12試合1得点
- 1993年 - 1994年  VfBライプツィヒ 10試合2得点
- 1994年 - 1995年  インテルナツィオナーレ・ミラノ 7試合2得点
- 1995年 - 1996年  フォルトゥナ・デュッセルドルフ 14試合2得点
- 1996年 - 1997年  FCシオン 5試合0得点

## 代表歴
- 1984年 - 1991年  ユーゴスラビア代表 27試合17得点
- 1993年 - 1995年  マケドニア共和国代表 6試合1得点

## タイトル

### レッドスター・ベオグラード
- ユーゴスラビア・プルヴァ・リーガ：1989-90, 1990-91, 1991-92
- ユーゴスラビアカップ：1989-90
- UEFAチャンピオンズカップ：1990-91
- インターコンチネンタルカップ：1991

### 個人
- ヨーロッパ・ゴールデンブーツ賞：1990-91
- ユーゴスラビア・プルヴァ・リーガ得点王：1983-84, 1989-90, 1990-91, 1991-92